# Özlem Kaymaz
Özlem Kaymaz (Kadıköy, Istambul, 27 de março de 1974) é uma modelo e atriz turca e Miss Turquia 1992. A sua filha, Tara Madelein De Vries, tornou-se Miss Turkey Universe em 2018 e representou a Turquia no Miss Universo 2018. Kaymaz tem outros dois filhos, um com síndrome de Nager (Daniel), e outro Dante, e é divorciada do marido holandês.